# 김두한과 서대문 1번지
"김두한과 서대문 1번지"는 1981년에 개봉한 대한민국의 영화이다.

## 캐스팅
- 이대근 : 김두한 역
- 서미경
- 홍성종
- 김상순
- 김영인 ※ 야인시대 심영 역 배우와는 동명이인